# Narbonne Volley
Il Narbonne Volley è una società pallavolistica maschile francese, con sede a Narbona: milita nel campionato francese di Ligue A.

## Storia
Il club nasce all'interno della polisportiva MJC Narbonne, fondata nel 1963: dopo il distaccamento della sezione pallavolistica della polisportiva, nel 1992 viene rifondato come Union Volley Ball de la Narbonnaise, con colori sociali bianco e rosso, e, partendo dalle categorie di livello regionale, nel 1996 approda in Pro B, seconda divisione del campionato francese.
Nel 2005 ottiene la prima promozione in Pro A della sua storia: retrocessa al termine del suo primo campionato in massima serie, vi fa ritorno nel 2007, quando adotta la denominazione attuale e l'arancione e il nero come colori sociali. Nel gennaio 2020 il club abbandona lo storico, ma poco capiente, Palais du Travail per disputare i propri incontri casalinghi nella nuova e più grande Narbonne Arena; contestualmente cambiano anche i colori sociali, che passano al rosa e nero.
Nella stagione 2021-22 ottiene la vittoria del suo primo trofeo, ossia la Challenge Cup.

## Rosa 2019-2020
| N° | Nome             | Ruolo | Data di nascita   | Nazionalità sportiva |
| -- | ---------------- | ----- | ----------------- | -------------------- |
| 1  | Symon Bardoul    | O     | 16 giugno 2000    | Francia              |
| 2  | Hugo Jamroz      | S     | 4 marzo 1999      | Francia              |
| 3  | Rémi Bassereau   | S     | 26 febbraio 1999  | Francia              |
| 4  | Moussé Gueye     | C     | 11 novembre 1996  | Senegal              |
| 6  | Théo Bourquin    | P     | 17 luglio 2001    | Francia              |
| 7  | Amaury Auffray   | C     | 25 aprile 1998    | Francia              |
| 8  | Alexandre Gabin  | P     | 25 settembre 2002 | Francia              |
| 9  | Aymen Bouguerra  | S     | 1º novembre 2001  | Tunisia              |
| 10 | Alejandro Vigil  | C     | 11 febbraio 1993  | Spagna               |
| 11 | Baptiste Maille  | L     | 5 maggio 2000     | Francia              |
| 12 | Jan Klobučar     | S     | 11 dicembre 1992  | Slovenia             |
| 14 | Yordan Bisset    | S     | 21 ottobre 1994   | Cuba                 |
| 15 | Rafael Redwitz   | P     | 12 agosto 1980    | Francia              |
| 16 | Ludovic Duée     | L     | 3 giugno 1991     | Francia              |
| 17 | Lisandro Zanotti | S     | 4 ottobre 1990    | Argentina            |
| 20 | Wojciech Sobala  | C     | 12 maggio 1988    | Polonia              |

## Palmarès
- Challenge Cup: 1

2021-22